# Feminicidio de Ingrid Escamilla
El feminicidio de Ingrid Escamilla Vargas ocurrió el domingo 9 de febrero de 2020 en la Ciudad de México cuando su pareja, Érick Francisco Robledo Rosas, la asesinó en su domicilio luego de una discusión. El feminicidio indignó a la opinión pública del país por la saña con la que fue perpetrado y por la posterior difusión en medios de comunicación y redes sociales de las imágenes periciales del cadáver de la víctima.
El jueves 13 de octubre del 2022, un juez declaró culpable a Erick Francisco de 48 años, feminicida de Ingrid Escamilla, sentenciado el 17 de octubre del mismo año a la pena máxima de 70 años de prisión.

## Contexto
En México se cometen un promedio de 10.5 feminicidios cada día. El país es el octavo de América Latina en donde ocurren estos crímenes con tal frecuencia y las entidades federativas con mayor incidencia son Veracruz, Estado de México, Nuevo León, Puebla y la Ciudad de México. Del total de estos hechos se investigan penalmente un 3% y se obtienen 1% de sentencias condenatorias.
Ingrid Escamilla Vargas (Juan Galindo, Puebla, México, 3 de octubre de 1994 - Ciudad de México, 9 de febrero de 2020) fue una mujer de 25 años de edad originaria de Puebla. Estudió una maestría en administración de empresas turísticas. Erick Francisco Robledo Rosas, de 46 años y de profesión ingeniero civil, era su pareja. Ambos vivían en un domicilio de la colonia Vallejo de la alcaldía Gustavo A. Madero al norte de la capital mexicana. Tenían cinco años de relación sentimental. Previo al crimen, Robledo Rosas contaba con una denuncia interpuesta por violencia contra su exesposa.

## Hechos
El delito contra Ingrid Escamilla ocurrió tras una discusión en la que el asesino, alcoholizado, entró en cólera al ser cuestionado por Ingrid por beber. Tras cometer el crimen el homicida intentó arrojar el cuerpo de la víctima al drenaje. Al no conseguirlo, el homicida salió alrededor de su domicilio a intentar tirar los restos en la coladera de una calle envueltos en una bolsa de color verde.
El hijo del agresor habría presenciado el asesinato. Robledo Rosas llamó a su exesposa y madre del menor, para confesarle lo que había hecho. La mujer al enterarse llamó a la policía, misma que halló al asesino junto al cadáver de Ingrid Escamilla. El sujeto fue detenido por policías y consignado ante un ministerio público. Videos en redes sociales mostraron al homicida detenido en una patrulla con ropa llena de sangre y confesando descriptivamente su crimen a los agentes.
El cuerpo de Ingrid Escamilla fue entregado a sus familiares el 10 de febrero y sepultado el 11 en el panteón del municipio de Juan Galindo, de donde era originaria. Antes de ser enterrada, Ingrid Escamilla recibió un homenaje de cuerpo presente en la presidencia municipal de Juan Galindo, de donde fue colaboradora. Al funeral acudieron unas 300 personas que reclamaron justicia.
El 12 de febrero de 2020 un juez con sede en la capital de México encontró elementos de culpabilidad en la investigación aportada por la Fiscalía General de Justicia de la Ciudad de México (FGJCDMX) por lo cual fue encarcelado preventivamente. Luego de anunciar en su audiencia preliminar que se suicidaría, el acusado cumplió una valoración psicológica en el Centro Varonil de Rehabilitación Psicosocial del Reclusorio Preventivo Varonil Sur de la capital mexicana.
Finalmente el jueves 13 de octubre del 2022 un juez declaró culpable a Erick Francisco Robledo del crimen, siendo sentenciado el 17 de octubre del mismo año a la pena máxima de 70 años de prisión, a la indemnización a la familia de Ingrid Escamilla, el pago de gastos funerarios y la reparación del daño moral.

## Difusión de las imágenes
El 10 de febrero de 2020 las portadas de los diarios sensacionalistas ¡Pásala! —este con el titular «Y la culpa la tuvo Cupido» haciendo mofa de la canción Un violador en tu camino— y La Prensa aparecieron con la nota del asesinato, mostrando además fotografías de la víctima tal como fue encontrada por los primeros respondientes al hecho como policías y miembros de servicios periciales; asimismo, dichas imágenes fueron difundidas en redes sociales como Twitter y Facebook, lo que generó indignación y un debate sobre el papel de los medios de comunicación y a la falta de perspectiva de género en torno a la labor de los medios de comunicación al probablemente acreditar un fenómeno estructural y arraigado en la industria de los medios. Según expertas, dicho fenómeno social distorsionaría la propia persecución de los crímenes y su calificación como feminicidios.
La jefa de gobierno de la Ciudad de México, Claudia Sheinbaum, anunció que la difusión de las imágenes sería sancionada. Por ello una investigación interna tiene contemplada a 6 servidores públicos que pudieron haber filtrado las fotografías de Ingrid Escamilla. La fiscal de la Ciudad de México, Ernestina Godoy, respaldó a la Gobernadora y calificó como una ofensa el hecho no sólo a la víctima y a su familia sino "una ofensa a la sociedad". Anunció, igualmente, la propuesta de una ley específica que castigue la difusión de imágenes de víctimas de delitos por parte de funcionarios públicos. Previo a este crimen existía una recomendación de la Comisión de los Derechos Humanos de la Ciudad de México a las autoridades capitalinas sobre la filtración de imágenes de víctimas ocurrida en el multihomicidio de la Colonia Narvarte. El reclamo fue respaldado por la Subsecretaría de Derechos Humanos de la Ciudad de México, perteneciente a la administración capitalina.
El 12 de febrero usuarias de redes sociales como Twitter y Facebook comenzaron una campaña para poner fotografías no relacionadas al crimen, mencionando el nombre de la víctima con el fin de eliminar de las búsquedas las imágenes filtradas y dignificar su memoria.
Por su parte el periódico La Prensa publicó el 14 de febrero en su portada una carta donde respondió a las críticas por la portada. El director de ese medio, Luis Carriles, indicó ante las acusaciones que el medio que encabeza siguió todos los protocolos vigentes en torno al tratamiento de feminicidios.
El 14 de diciembre de 2020 fue detenido un policía de la Secretaría de Seguridad Ciudadana de la capital mexicana acusado de ser quien filtró las fotos a los medios de comunicación. El elemento, vinculado a proceso penal, habría sido uno de los dos policías que llegó primero a la escena del crimen.
El 24 de febrero de 2021, a propuesta de la Fiscalía General de Justicia de la Ciudad de México, el Congreso de la Ciudad de México aprobó la modificación del Artículo 293 Quater del Código Penal de la Ciudad de México para sancionar con prisión a los servidores públicos que difundan o revelen imágenes, videos, grabaciones, archivos o información de las carpetas de investigación a su cargo. Dicha modificación fue denominada comunicacionalmente Ley Ingrid.

## Consecuencias
- La jefa de gobierno de la Ciudad de México Claudia Sheinbaum condenó los hechos y se solidarizó con los familiares de la víctima.[28][29][30]
- Los grupos parlamentarios de distintos partidos políticos de la Cámara de Diputados mexicana pidieron castigo ejemplar para el asesino.[cita requerida]
- La Comisión Nacional para Prevenir y Erradicar la Violencia contra las Mujeres de México pidió sancionar a quienes difundieron imágenes del cuerpo de Ingrid y pidió que quienes realicen una labor en torno a estos hechos cumplan debidamente la Ley General de Acceso de las Mujeres a una Vida Libre de Violencia.[31]
- El 14 de febrero se realizaron manifestaciones y protestas en al menos diez estados de México en repudio del crimen de Ingrid Escamilla.[32] En la Ciudad de México manifestantes acudieron a las oficinas del diario La Prensa a repudiar la publicación de las imágenes de la víctima. Algunas de ellas incendiaron un vehículo propiedad de ese medio.[33]
- La Comisión de Derechos Humanos de la Ciudad de México (CDHCDMX) emitió el Pronunciamiento 1/2020, en donde llamó la sanción inmediata de los servidores públicos que difundieron las imágenes de Ingrid y a que los juzgadores del caso retomaran la investigación bajo una perspectiva de género, calificándolo como feminicidio. Asimismo llamó a las autoridades y a la sociedad a «desmitificar el perfil del feminicida para permitir a la sociedad y a las instituciones constatar la urgencia de reconocer que la construcción predominante de masculinidad implica asumir como normales y comunes las relaciones de poder ejercidas por el victimario sobre la víctima, por el hecho de ser mujer».[34]
- El 16 de febrero colectivos feministas organizaron una marcha que llegó a las afueras del domicilio de Ingrid Escamilla, sitio en donde realizaron una protesta y colocaron una ofrenda en memoria de la víctima. Ahí sus familiares pidieron a los medios respeto y trato digno. «Cada vez que vayan a publicar una foto, o que vayan a escribir una línea, que lo piensen un poco, que sea una comunicación limpia, que no sea amarillista», indicó Victoria Barrios, tía de Ingrid.[35]
- Organizaciones de la sociedad civil, activistas e investigadores publicaron una Carta abierta contra la violencia de género dirigida a los medios de comunicación. «Expresamos nuestro rechazo total a la exhibición en medios y redes sociales del cuerpo de las víctimas. En ningún caso es justificable. El actuar de estos diarios y la viralización de fotografías y videos es irresponsable, inhumano y revictimiza a Ingrid y a su familia, además de perpetuar esquemas de violencia hacia las mujeres», expresaron.[36]
- La Oficina de la Alta Comisionada de las Naciones Unidas para los Derechos Humanos condenó el crimen y la posterior difusión de fotografías.[37]
- La organización de derechos humanos Artículo 19 condenó la filtración de las imágenes «dado que contravienen los protocolos de actuación en la investigación de feminicidios y estándares internacionales de derechos humanos. Por ello, estas acciones por parte de personal de la FGJCDMX son una violación a los derechos humanos de las víctimas y de las mujeres».[38]
- La Arquidiócesis de México llamó a las autoridades mexicanas a impartir justicia en este caso y pidió que el crimen no quede impune.[39]